# Gymnocanthus detrisus
Gymnocanthus detrisus är en fiskart som beskrevs av Gilbert och Burke 1912. Gymnocanthus detrisus ingår i släktet Gymnocanthus och familjen simpor. Inga underarter finns listade i Catalogue of Life.